# 百度汉语
百度汉语是百度推出的一款在线汉语词典。

## 历史
百度汉语的前身为百度词典。百度词典可以可以解释词语的意思，也可以将句子从中文翻译成外文或从外文翻译成中文。目前支持中文、英语、日语、韩语、法语、泰语、德语、俄语、西班牙语、葡萄牙语、阿拉伯语、意大利语和粤语、文言文等语种。